# 4Q403

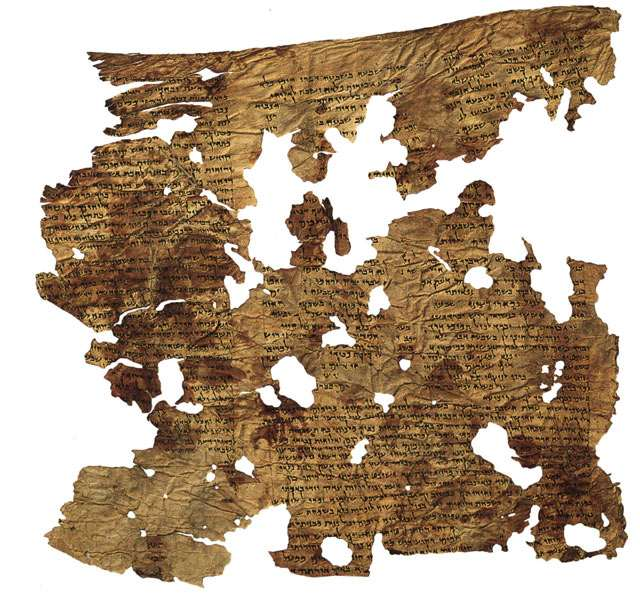
Rękopis 4Q403 – Zwój Uświęcania Szabatu

4Q403 oznaczany również 4QShirShabbd – rękopis spisany na pergaminie zwany również Zwojem Uświęcania Szabatu zawierający fragment Pieśni Święcenia Szabatu. Rękopis ten został znaleziony w grocie 4 w Kumran, należy więc do zwojów znad Morza Martwego. Jest datowany na połowę I wieku p.n.e. Karta ma wymiary 18 na 19 cm.
Pieśni Święcenia Szabatu, zwane również „Liturgią Anielską” to dzieło liturgiczne składające się z trzynastu oddzielnych sekcji, po jednej dla każdego z pierwszych szabatów trzynastu następujących kolejno lat. Pieśni te opisują anielskie wychwalanie i podają szczegóły anielskiego kapłaństwa w niebiańskiej Świątyni oraz kult szabatu w tej Świątyni.
Nagłówki poszczególnych pieśni mogą odzwierciedlać kalendarz słoneczny. Choć utwory nie mają wyraźnego wskazania źródła ich pochodzenia, frazeologia i terminologia tekstów jest bardzo podobna do innych dzieł z Qumran.
Osiem rękopisów tego dzieła zostało znalezionych w grocie 4 w Qumran (są one oznaczone 4Q400-407) oraz jeden w grocie 11 (11Q17), pochodzący z końca okresu Hasmoneuszy lub czasów Heroda. Jeden rękopis Pieśni Święcenia Szabatu został znaleziony też w Masadzie, twierdzy zelotów.